# Christuskirche (Hamm)

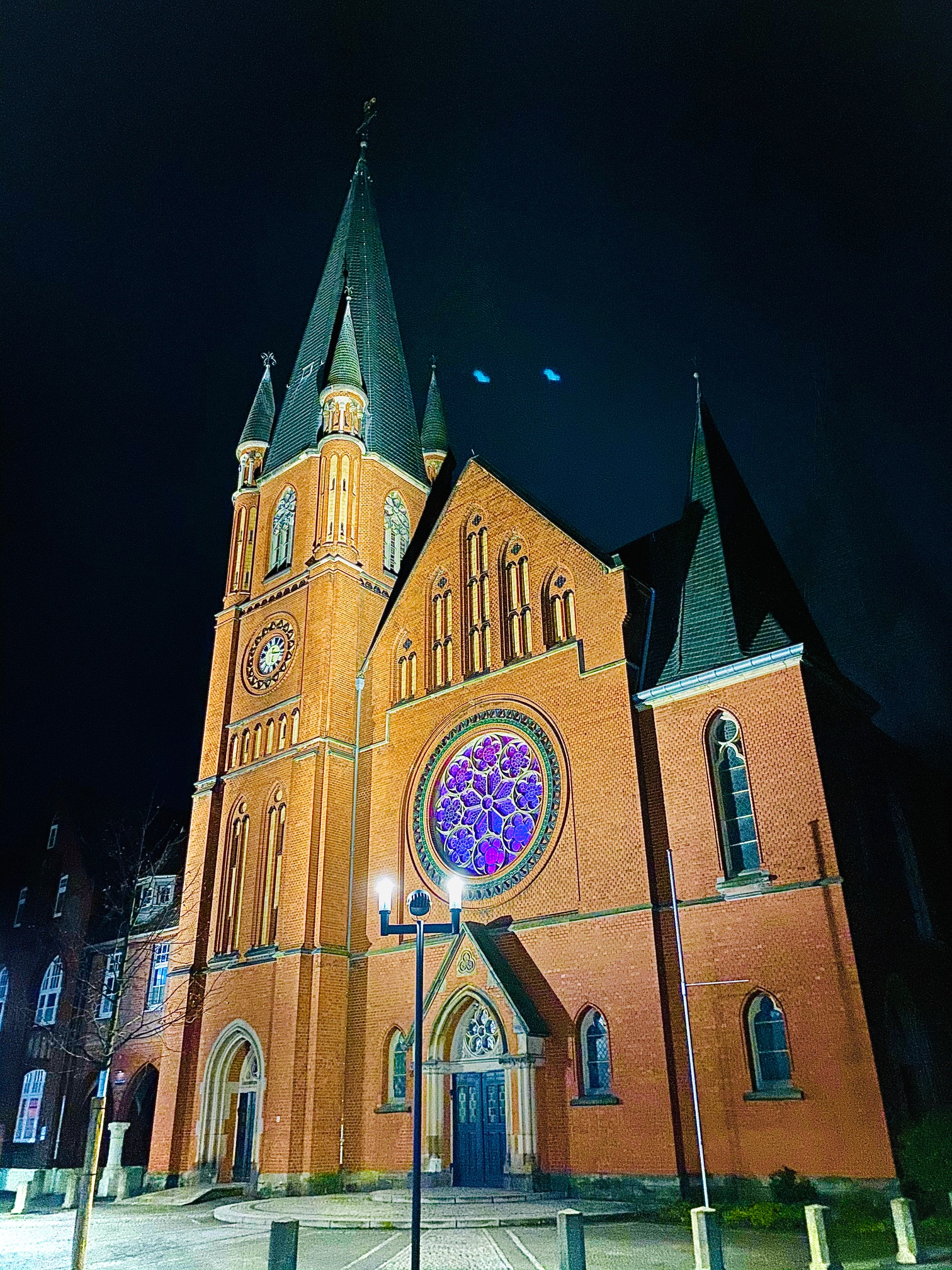
Christuskirche mit neugestaltetem Vorplatz am Abend, Dezember 2019

Die Christuskirche in Hamm (Westf.) ist eine evangelische Kirche und gehört zum Kirchenkreis Hamm der Evangelischen Kirche von Westfalen. Sie befindet sich in der westlichen Innenstadt an der Lange Straße und bildet zusammen mit dem benachbarten Gemeindehaus ein besonderes architektonisches Zentrum dieses Stadtteils.

## Baugeschichte

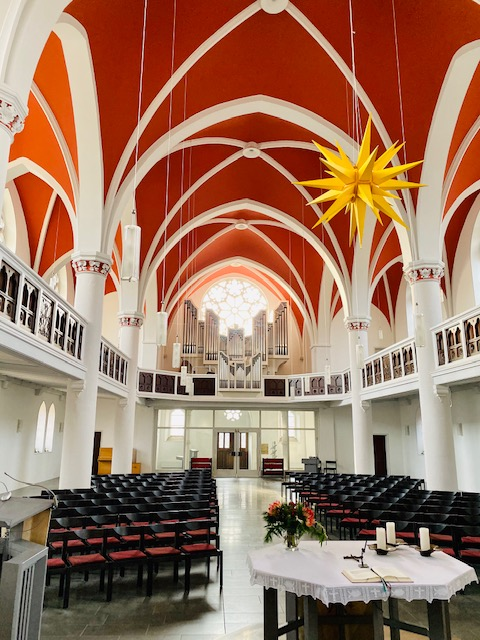
Innenansicht der Christuskirche vom Altarraum aus, Dezember 2019

Die Westenfeldmark, ursprünglich ein eher ländlicher Stadtteil außerhalb der Stadtbefestigung, begann im letzten Drittel bedingt durch die Industrialisierung des Stadtteiles zunehmend zu wachsen. Vor allem durch Ansiedelung zweier großer Eisenwerke, der Westfälischen Drahtindustrie und der Union, siedelten sich tausende zugezogene Arbeiter in der Westenfeldmark an. Die Gesamtbevölkerung der Westenfeldmark betrug zu diesem Zeitpunkt fast ein Drittel der Gesamtbevölkerung der Stadt Hamm. Der Weg zu einem geeigneten Gottesdienstraum für die evangelischen Christen war jedoch weit, die in der Stadtmitte befindliche Pauluskirche war der großen Menge neuer Christen nicht gewachsen. 1865 wurde in der Westenfeldmark, die sich nun vornehm Westenvorstadt nannte, die Evangelische Westschule erbaut. 1870 kam eine Kleinkinderschule hinzu. Zunächst im Gebäude an der Langestraße untergebracht, wurde schon 1872 ein neues Gebäude an der Hobreckerstraße bezogen. Seit 1885 wurde in der Kleinkinderschule in der Hobreckerstraße für die evangelischen Christen Bibelstunden abgehalten. Durch beengte Räumlichkeiten der Kleinkinderschule fanden die Gottesdienste später im Saal der gegenüberliegenden Gastwirtschaft Höver statt. Durch Gründung eines Bürger- und Arbeitervereines Westenvorstadt 1897 kam erneut der Wunsch nach einer eigenen Kirche auf. Schon bald bildete sich ein Kirchbaukomitee. Am 2. Februar 1898 erhielt die Westenvorstadt eine eigene Pfarrstelle. Mit Pfarrer Dr. Wilhelm Hardung erhielt der Bürger- und Arbeiterverein einen großen Förderer und Fürsprecher eines Neubaues. Auf sämtlichen Veranstaltungen dieser Zeit wurde unermüdlich gesammelt, um die Kosten für den Bau aufbringen zu können.

### Grundsteinlegung und Bau

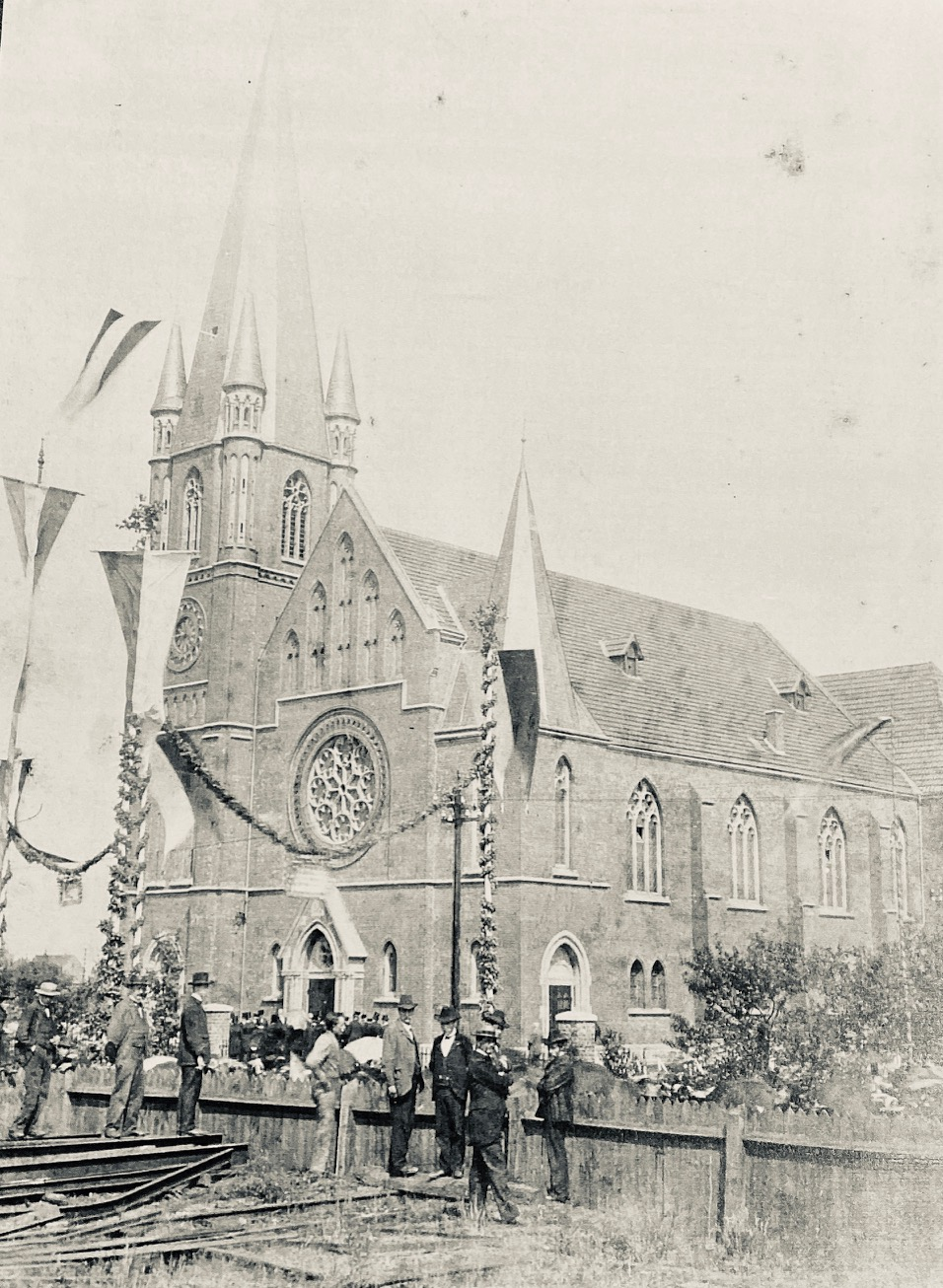
Einweihung der Christuskirche am 2. Juli 1903

Bei der Suche nach einem geeigneten Bauplatz dachte man zunächst daran, ein Grundstück am Vorheider Weg zu kaufen, auf dem sich seit den 1960er Jahren das Gebäude des Friedrich-List-Berufskollegs befindet. Bedingt durch die Nähe zur katholischen Josefskirche wurden diese Pläne jedoch verworfen. Vom Wirt Höver erhielt die Gemeinde ein Grundstück an der Langen Straße, das gegenüber seiner Gastwirtschaft lag und sich für das geplante Bauvorhaben als besonders geeignet herausstellte. Der Bauplatz ließ der Gemeinde sogar noch Raum für eine spätere Erweiterung des Baukomplexes um ein Gemeindehaus. Mit der Planung des Kirchenbaus wurde am 5. Juli 1900 der Barmer Architekt Gerhard August Fischer beauftragt, der sich in Hamm bereits 1893/1894 bei der Restaurierung der Pauluskirche bewährt hatte. Fischer baute eine große Zahl von Kirchen, unter anderem die Christuskirche in Wanne, die er 1887 vollendete. Eine Abordnung des Kirchbaukomitees reiste damals nach Wanne, um sich von Fischers Arbeit zu überzeugen. Außer dem typologisch ähnlichen Kirchturm haben beide Kirchen jedoch kaum etwas gemeinsam.
Der erste Spatenstich erfolgte am 24. Juli 1901. Am 22. September 1901 wurde feierlich der Grundstein für die neue Kirche in der Westenvorstadt gelegt. In den Grundstein wurde eine Zeitkapsel mit einer Urkunde über die Geschichte des Kirchbauvorhabens, je einem Exemplar des Westfälischen Anzeigers und des Evangelischen Gemeindebotens sowie ein paar damals gültigen Münzen eingemauert.
Die dreischiffige Langhauskirche besitzt rundherum Emporen, die Chorempore an der Stirnseite wird durch eine große Fensterrose beleuchtet. Der große Turm ist zu diesem Zweck nach links gerückt, um mehr Licht in die Kirche bringen zu können. Während des Baues kamen Bedenken auf, dass die Kirche vermutlich zu klein geraten sein könnte – nachträglich wurde das Schiff um 3,80 m verlängert. Bis zum Winter 1902 waren Kirche und Turm vollendet. Das Richtfest wurde unter großer Anteilnahme der Bevölkerung am 3. Juli 1902 gefeiert. Die Einweihung erfolgte am 2. Juli 1903.
Die Christuskirche wurde im neugotischen Stil erbaut. Die dreischiffige Hallenkirche wird an ihrer Stirnseite auf der linken Seite von einem großen Westturm flankiert. Auf der rechten Seite wird das Portal durch einen weiteren, kleineren Turm abgeschlossen. Das Zentrum des Portals bildet eine große Fensterrose. Der 47 Meter hohe Kirchturm besitzt einen schiefergedeckten, spitzen Helm, der von vier kleinen Türmchen flankiert wird. Vier große Schallfensteröffnungen lassen den Klang der Glocken aus der Glockenstube nach außen heraustreten. Unterhalb der Glockenetage ist auf der West- und Südseite eine große Turmuhr eingelassen, die kunstvoll von einem Mosaik eingerahmt wird.

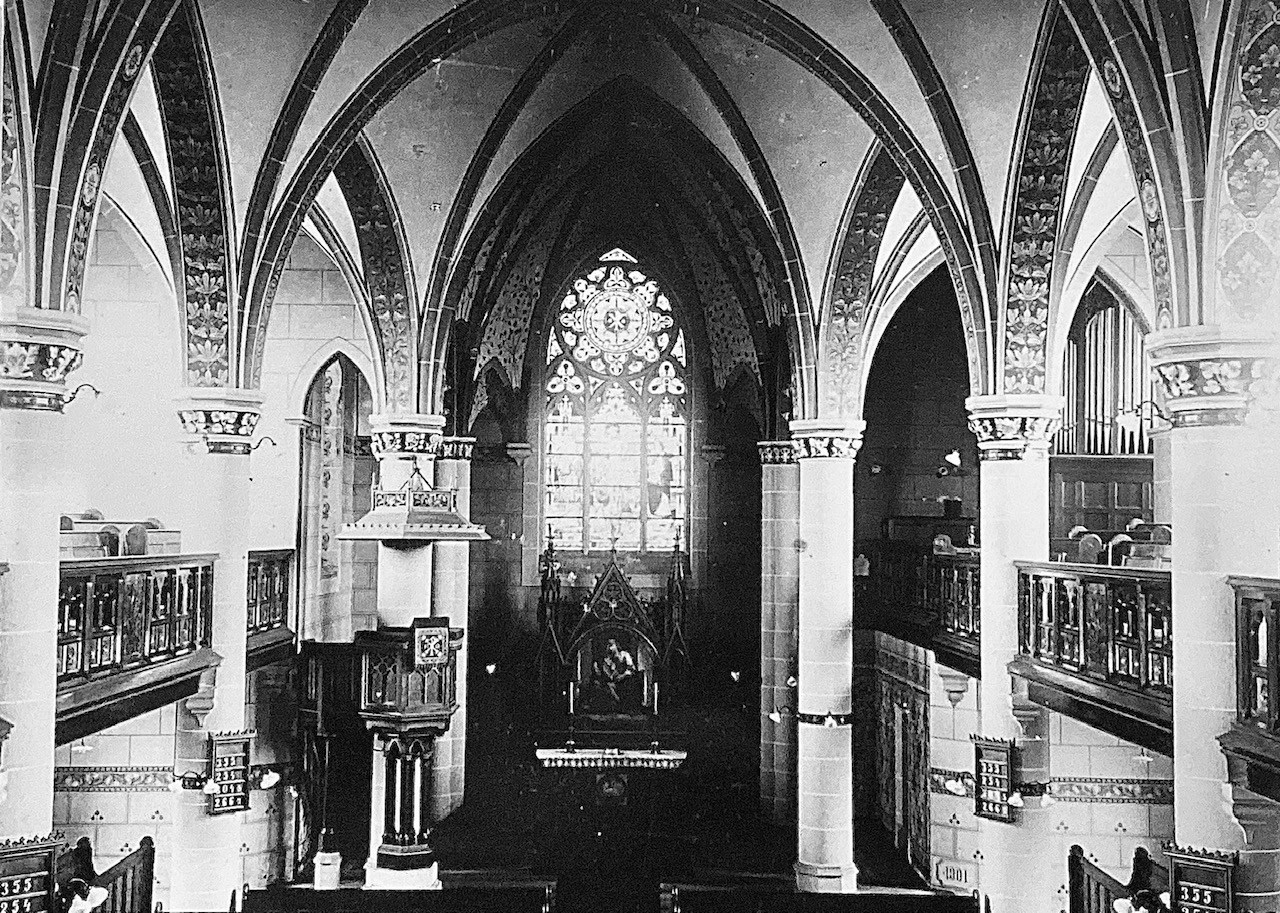
Innenansicht der Christuskirche um 1905

Bei der Vergabe der einzelnen Gewerke wurde besonders darauf geachtet, nur einheimische Meister zu beauftragen.
Die Verglasungen, die heute nicht mehr vorhanden sind, stammten von der Kunstglaserei Wilhelm Franke in Naumburg/Saale. Hervorzuheben ist das große Kreuzigungsfenster im Chorraum. Die Ausmalung im Innenraum war ein Erstlingswerk des Malermeisters Nordkemper aus Hamm. Sämtliche Holzarbeiten stammten von der Möbelfabrik Wilhelm Landmann; die Bänke und die durchbrochenen Emporenbrüstungen, die heute noch vorhanden sind, fertigte Schreinermeister Fritz Kaven. Eine Besonderheit war die elektrische Lichtanlage, die von der Elektrizitäts-AG vormals Schuckert & Co. geliefert wurde.
Der Kirchbau wurde vom Evangelisch-Kirchlichen Hilfsverein zur „Bekämpfung des religiös-sittlichen Notstands“ mitfinanziert, dessen Schirmherrin Kaiserin Auguste Viktoria war. Sie stiftete der Kirche zur Einweihung eine wertvolle Altarbibel, die von ihr persönlich signiert wurde.
1904 musste Pfarrer Hardung aufgrund einer schweren Krankheit vorzeitig in den Ruhestand gehen. Er galt als großer Prediger, einige seiner Texte haben sich bis heute erhalten.

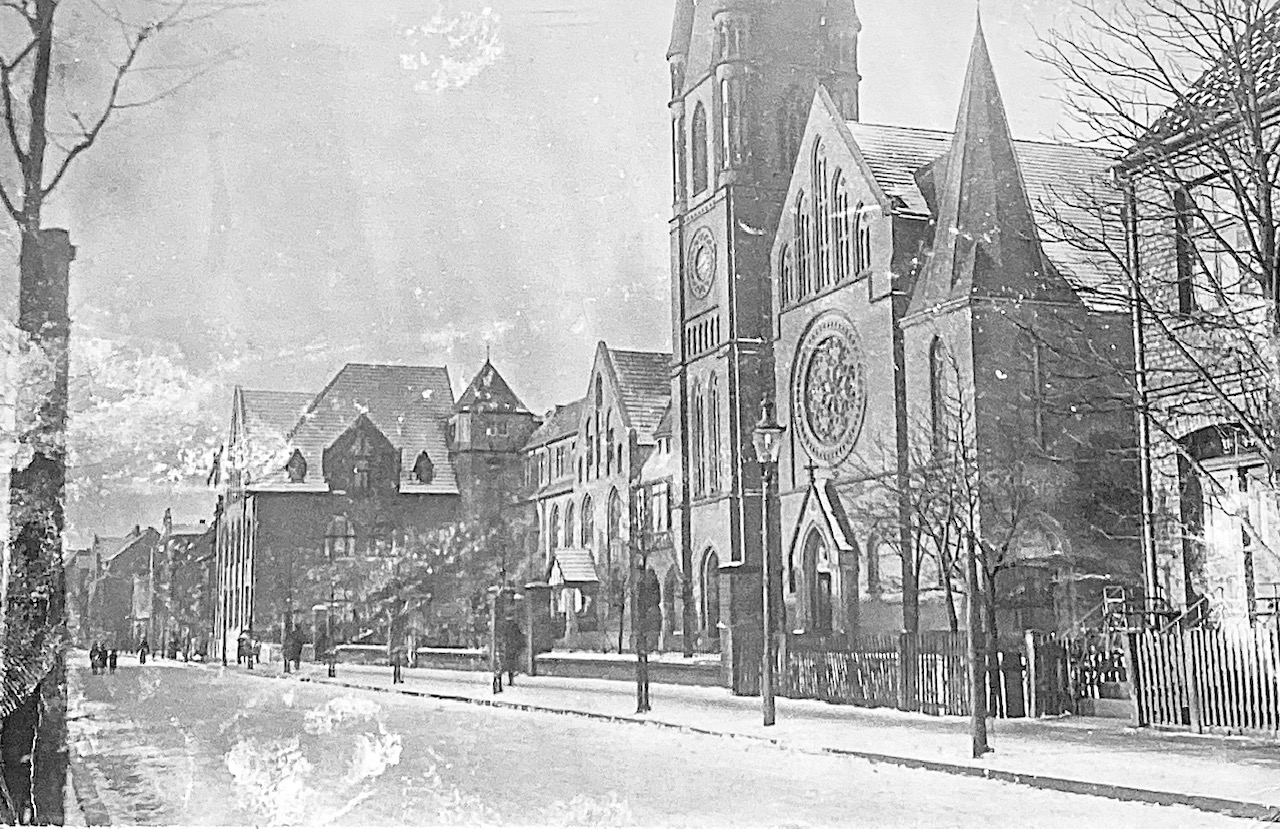
Gemeindezentrum Christuskirche mit dem neu erbauten Gemeindehaus, Dezember 1913

Durch eine große Anzahl von Vereinen kam schon rasch der Wunsch nach einem eigenen Gemeindehaus auf. Es wurde 1912–1913 durch den Architekten Hermann Hegemann errichtet und umfasste neben einer großen Anzahl von Versammlungsräumen auch einen großen Gemeindesaal mit Theaterbühne.

### Kriegszerstörung und Wiederaufbau
Am 2. Oktober 1944 wurde die Christuskirche von Bomben schwer beschädigt. Hier erhielt das nach hinten gelegene Pfarrhaus an der Spichernstraße einen Volltreffer. Durch die Erschütterungen brachen einige Gewölbeteile im Chorraum zusammen. Durch die Einwirkungen der Bomben ging sowohl die wertvolle Verglasung verloren, auch die wertvolle Orgel wurde zerstört. Eine nachträgliche Anordnung, die Dachziegel des Kirchenschiffes für teilzerstörte Wohnhäuser weiterzuverwenden, ließ die Christuskirche bis zu ihrer Wiedereinweihung am 4. Advent 1949 vollständig ohne Dach dastehen. Der Witterung über Jahre ausgesetzt, wurde auch das restliche Inventar, unter anderem die kostbare Ausmalung, stark beschädigt.

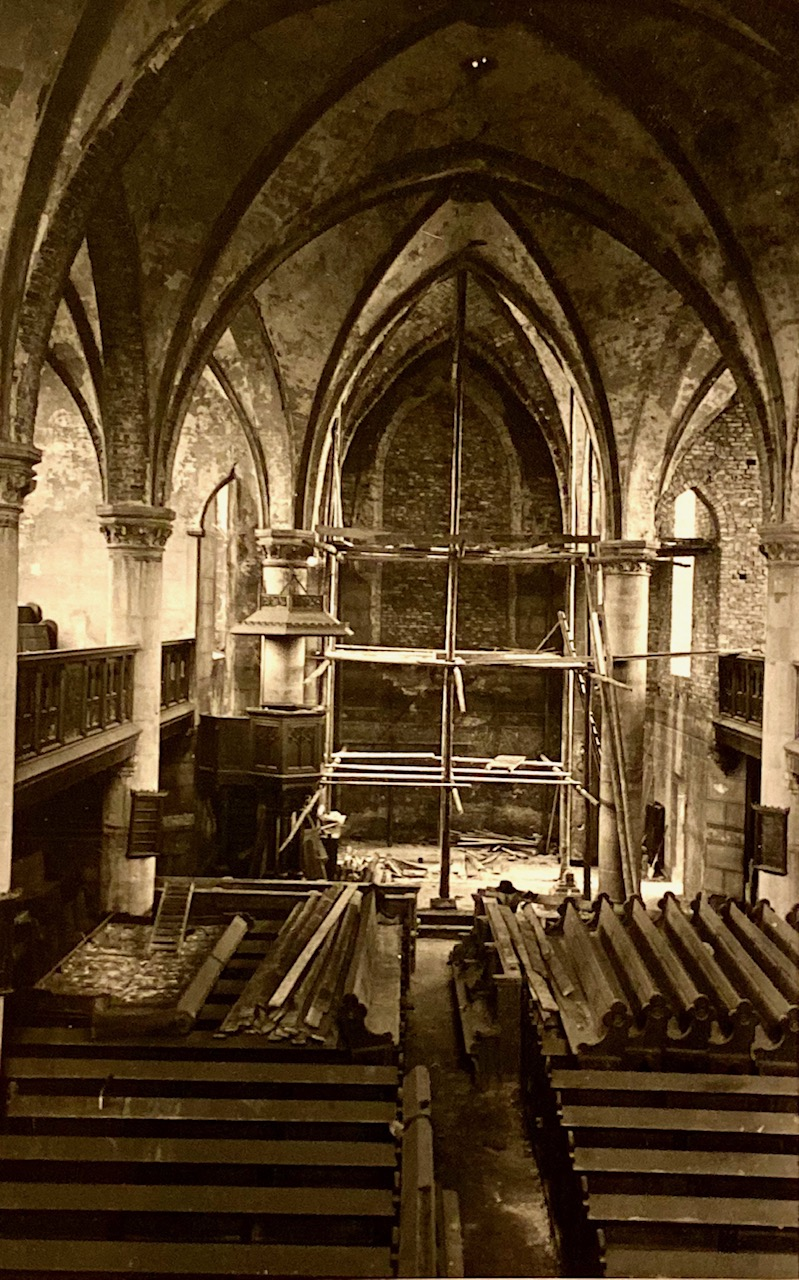
Innenraum der Christuskirche im Wiederaufbau, 1948

Die 1949 wieder eingeweihte Kirche wurde nach dem Krieg deutlich schlichter wiederhergestellt. Die ursprünglich zweigeschossige, zerstörte Sakristei mit darüberliegender Orgelempore wurde nur eingeschossig wiederhergestellt. Der linke Bereich des Chorraumes wurde hier auf die andere Seite übertragen und mit schlichten Seitenfenstern ausgestattet. Für die Erneuerung der Verglasung zeigte sich Kunstglaser und Glasmaler Andreas Kohl verantwortlich. Den Wiederaufbau leitete der Hammer Architekt Rudolf Rullkötter. Aus der kriegszerstörten Pauluskirche wurden zunächst geborgene Ausstattungsgegenstände wie Messingleuchter und die Kanzel in die Christuskirche gebracht, ehe in den 1960er Jahren neue Leuchter beschafft wurden. Die geschnitzten Emporenverkleidungen wurden mit Platten verkleidet und modern gestrichen. Das verloren gegangene Chorfenster wurde nicht erneuert und zugemauert. Ein schlichtes Holzkreuz, das der Konfirmationsjahrgang 1949 stiftete, wurde an der Wand montiert. Unterhalb des Kreuzes fand ein einfacher Betonaltar seinen Platz. Als Kanzelersatz diente ein einfaches Lesepult, das noch aus der Notkirche im Gemeindehaus stammte.

### Umbau 1971
Ein weiterer Schritt zu einem modernen Innenraum wurde 1971 getan. Der Einbau einer neuen Heizungsanlage durch Fußbodenheizung erforderte das Entfernen der alten Kirchenbänke aus der Bauzeit. Die künstlerische Innenausmalung der Kirche erfolgte durch den Kirchenmaler Hermann Oetken aus Delmenhorst. Das Gewölbe erstrahlt seitdem in einem kräftigen Zinnoberrot. Die nun lose stehenden Stuhlreihen gestatten einen flexibleren Einsatz des Innenraums bei Sonderveranstaltungen im Gegensatz zu den fest montierten Kirchenbänken.

### Sturmschäden

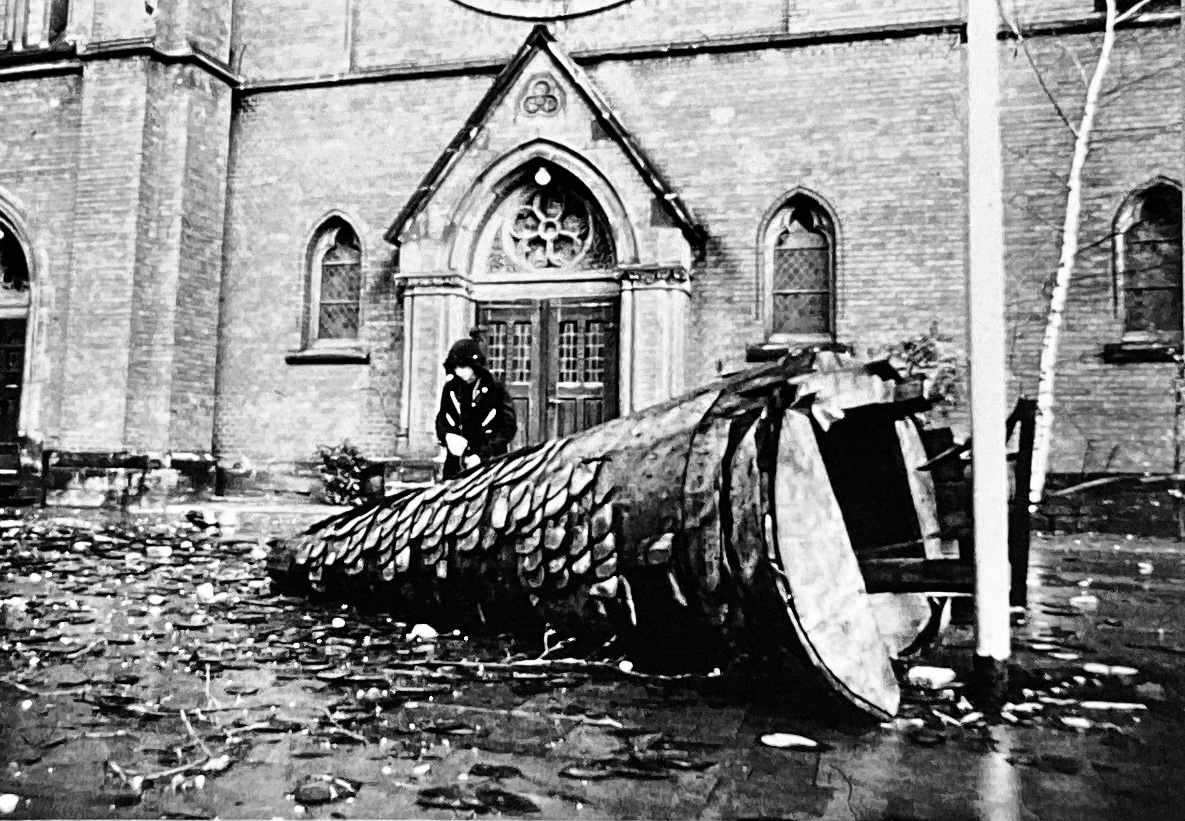
Beim Sturm am 2./3. Januar 1976 herabgefallener Eckturm auf dem Vorplatz der Christuskirche

Bei einem Sturm wurde am 2./3. Januar 1976 eines der vier Ecktürmchen auf der südwestlichen Ecke erfasst und fiel auf den Vorplatz. Das in der Küsterwohnung neben dem Turm lebende Küsterehepaar kam mit dem Schrecken davon, da ein paar Meter weiter seitlich der herabgefallene Turm das Gemeindehaus getroffen hätte. Der beschädigte Turm wurde ersetzt und neu eingedeckt. Ein weiterer Sturm beschädigte im Dezember 1982 die Schiefereindeckung des Hauptturmes. Trotz Ausbesserungsmaßnahmen erwies sich eine komplette Neueindeckung als erforderlich, die im Rahmen einer Sanierung des Kirchturmes 1995 stattfand.
Im Herbst 2002 hatte ein besonders schwerer Sturm die Turmbekrönung des Hauptturmes beschädigt. Das große, mehrere Meter hohe schmiedeeiserne Kreuz aus der Werkstatt von Ernst Blass drohte herabzufallen. Mit Hilfe eines Bergsteigers wurde die Bekrönung abgenommen und durch eine Kunstschlosserei überarbeitet. Der Hahn, in dessen Schweif sich ein Einschussloch aus dem Ersten Weltkrieg befindet, wurde im Rahmen der Feierlichkeiten zum 100-jährigen Jubiläum der Christuskirche neu vergoldet.

### Umbau 1994
Eine weitere Umgestaltung des Innenraumes erfolgte 1994. Die farbliche Gestaltung des Gewölbes wurde beibehalten, an der Stirnfläche im Chorraum wurde an der Stelle des historischen Fensters ein großes Gemälde der Künstlerin Elisabeth Altenrichter-Dicke aus Ennepetal mit dem Titel "Jesus Christus – lebendiges Wasser". Die abstrakten Wellenformen nehmen die Farben der Umgebung auf und münden im Spitzbogen an der Decke in einem verhangenen Horizont. Das alte Holzkreuz wurde überarbeitet und in neuer, grauer Fassung vor dem Chorraumgemälde aufgehängt. Ebenso zum Gemälde passend wurden die beiden Kapitelle im Chorraum links und rechts farblich gestaltet. Der Wunsch, die Abendmahlsfeier in einem Kreis um den Altar feiern zu können, brachten eine Umgestaltung der Altarraumsituation mit sich. Der Betonaltar wurde entfernt. In der Mitte des Chorraumes fand der alte Taufstein aus der Bauzeit der Kirche seinen Platz, der zuvor im linken Seitenschiff gestanden hatte. Vor die Stufen des Chorraumes wurde auf einer Marmorbodenfläche je ein neuer Altar, ein Lesepult sowie eine leicht erhöhte Kanzel aus hellgrau gefasstem Holz platziert. Der neue Altar und die anderen beiden Ausstattungsstücke stammen aus der Werkstatt von Tischlermeister Fridtjof Geldermann/Beckum.

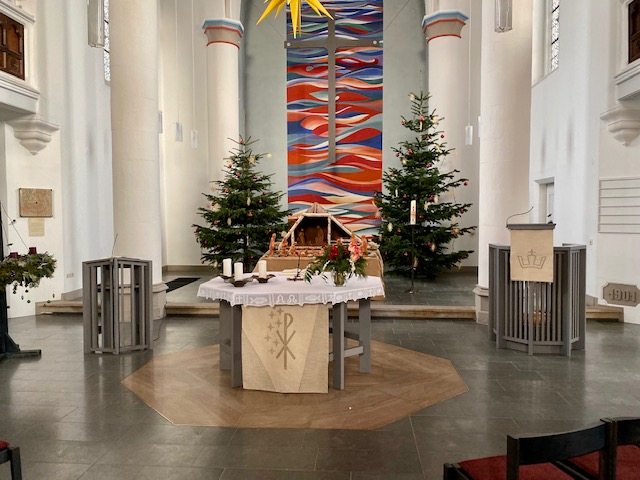
Blick in den Altarraum mit den Prinzipalstücken

### Freilegung der historischen Emporenbrüstungen

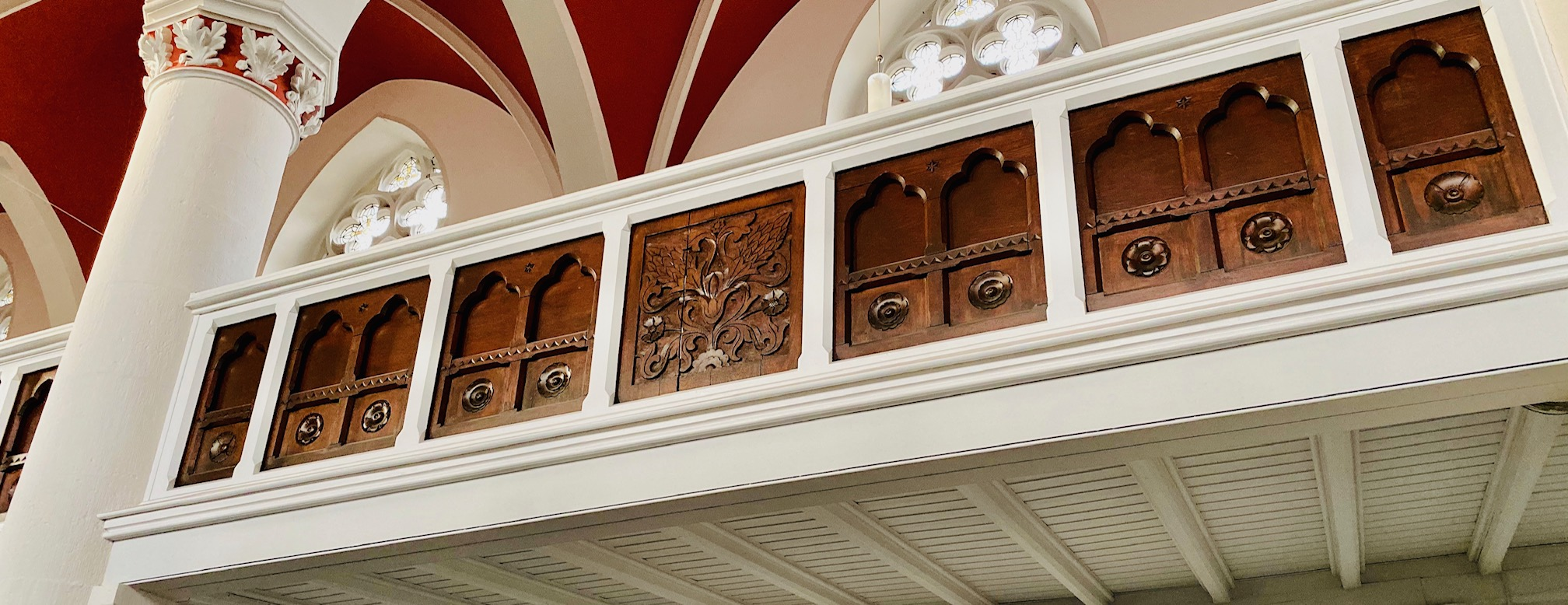
Historische Emporenbrüstungen aus der Bauzeit, 1903

Die Kirche erhielt in der Bauzeit eine aufwendige, geschnitzte Emporenbrüstung durch den Schreinermeister Fritz Kaven/Hamm. Die Brüstungen bestehen aus dunkel gebeiztem Pitschpineholz, die im Stil des Historismus verziert sind. Kleine Fensteröffnungen in den Täfelungen ließen ursprünglich mehr Licht von der Empore in die Kirche. Mittig platziert findet sich jeweils ein großes, geschnitztes Zierelement mit Blütenornamentik. Teilweise lassen sich hier schon Elemente des Jugendstiles erkennen. Im Wiederaufbau 1949 wurde die Empore mit schlichten Holzplatten verkleidet, die prachtvollen Schnitzereien verschwanden. Im Rahmen der Feierlichkeiten zum Jubiläum 2003 kam die Frage auf, ob die alten Emporenverzierungen noch existieren. Das stichprobenartige Entfernen der grauen Verschalung brachte eine Überraschung mit sich: die gesamten Täfelungen hatten sich komplett und unbeschadet erhalten. Anfängliche Überlegungen, die Fenster der Täfelungen von der Rückseite wie ursprünglich wieder zu öffnen, brachten kein befriedigendes Ergebnis: die großen Öffnungen hätten sicherheitstechnisch für die Gäste auf der Empore problematisch werden können. So wurden die Täfelungen leicht überarbeitet und von der Rückseite mit farblich passenden Platten verschlossen. Von der historischen Innenausstattung sind die Täfelungen an der Empore das einzig verbliebe Detail aus der Bauzeit.

### Freilegung der historischen Innenausmalung

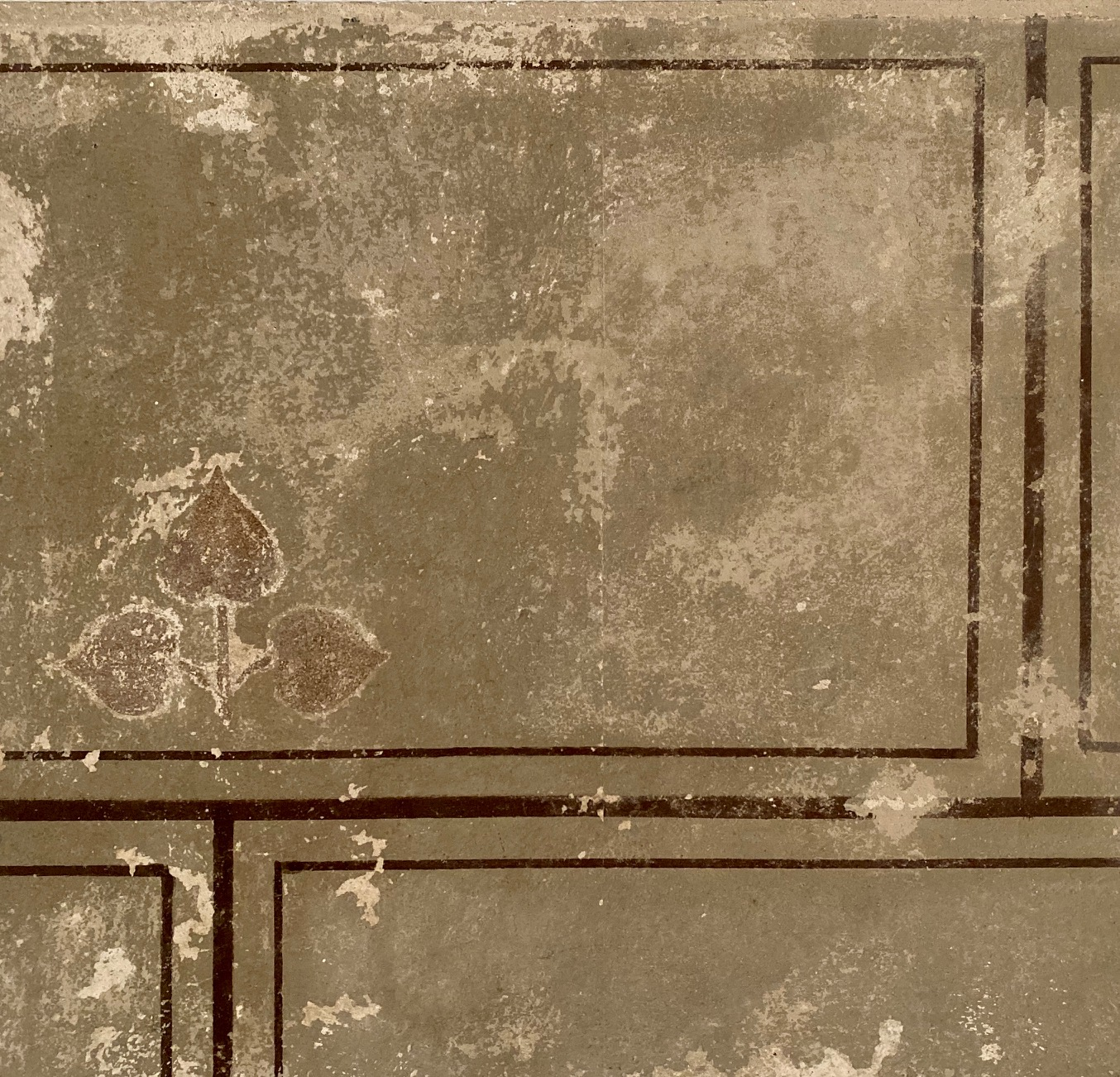
Rest der historischen Innenausmalung aus der Bauzeit im Eingangsbereich

Im Rahmen eines Neuanstriches kam die Frage auf, ob sich unter der jetzigen Fassung noch Reste der historischen Ausmalung finden lassen. Bedingt durch das jahrelange Fehlen des Daches in den Jahren 1944–1949 ist jedoch ein großer Teil verloren gegangen. Lediglich im Eingangsbereich findet sich ein Rest der ursprünglichen Ausmalung der Kirche.

### Vorplatzgestaltung
Die 1903 errichtete Kirche stand zunächst vollkommen frei auf einer Ackerfläche. Erst durch die Errichtung des Gemeindehauses wurde der Vorplatz umgestaltet und Platanen gepflanzt. Die Einfassung durch eine Mauer bestand bis 1988. Im Rahmen der Wohnungsumfeldverbesserung wurde der Kirchplatz neu gestaltet und die Mauer entfernt. Die originalen kleinen Treppen zur Kirche wurden durch große, halbrunde Treppen vor dem Hauptportal ersetzt. Der Turmeingang wird seither mit einer Rampe behindertengerecht begehbar gemacht. Durch Pilzbefall der alten Platanen sowie durch Wurzeln beschädigte Leitungen und Rohre wurde der Vorplatz 2019 erneut umgestaltet. Der Baumbestand wurde gefällt, die Einfassung der Beete entfernt. Ebenfalls wurde die Beleuchtungssituation geändert. LED-Strahler beleuchten seither die Fassade und den Turm der Christuskirche in der Nacht.

## Ausstattung

### Orgel
Die 1903 fertiggestellte Kirche erhielt zunächst keine Orgel, da hierfür keine finanziellen Mittel mehr vorhanden waren. Die 1904/1905 von der Hof-Orgelbauanstalt Eberhard Friedrich Walcker in Ludwigsburg gelieferte Orgel im neugotischen Gehäuse fand ihren Platz auf der Orgelempore im vorderen Chorraumbereich über der Sakristei. Der Architekt hatte auf der heutigen Orgelempore kein Instrument vorgesehen, um einerseits keine guten Plätze zu verlieren und die große Fensterrose nicht zu verstellen. Von der Walcker-Orgel sind keine technischen Details überliefert. Sie wurde durch den Einsturz des Chorraumbereiches beim Bombenangriff am 2. Oktober 1944 schwer beschädigt und nicht wiederhergestellt.

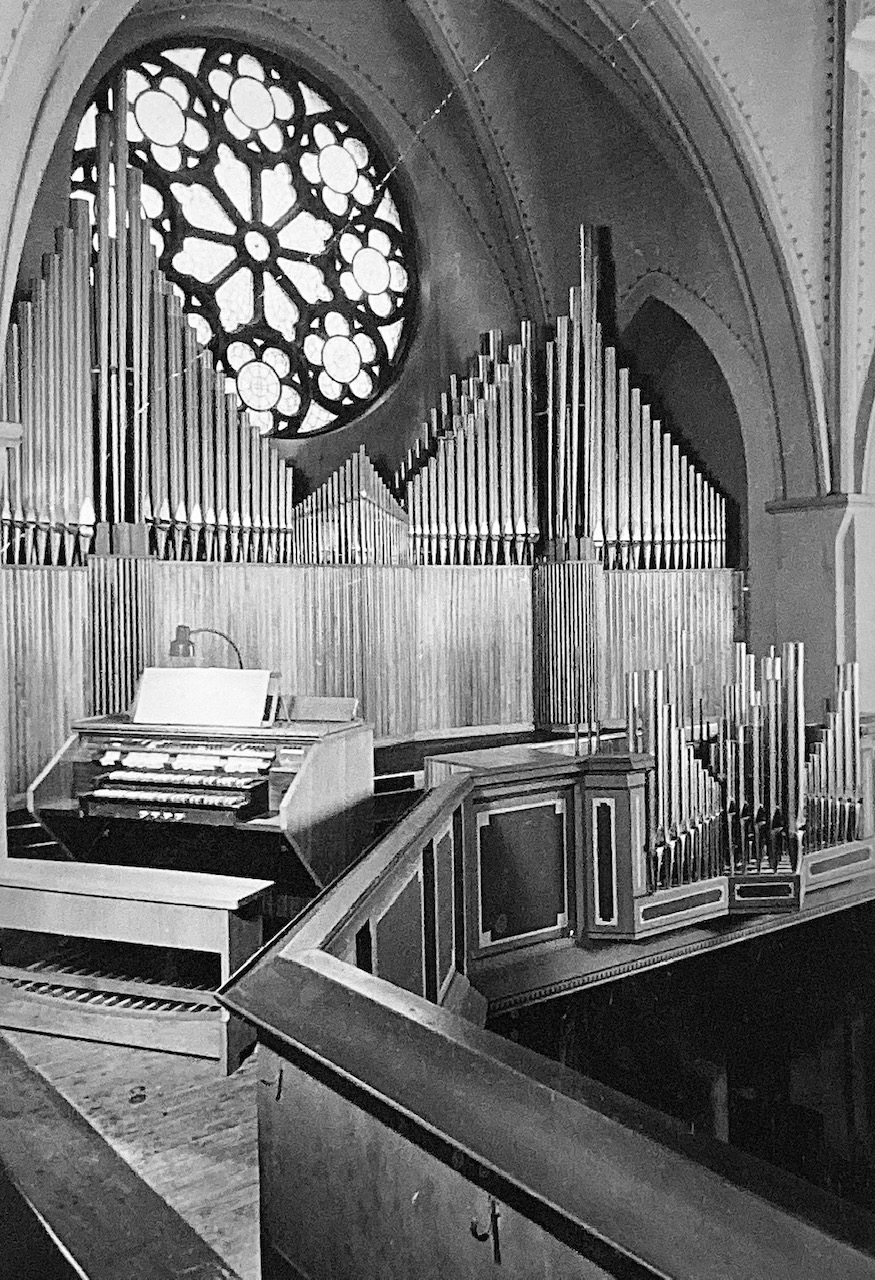
Neue Kleuker-Orgel in der Christuskirche Hamm, 1956

Nachdem Übergangsweise ein Harmonium zum Einsatz gekommen war, wurde 1956/1957 eine neue Orgel angeschafft, die von der Firma Detlef Kleuker aus Brackwede bei Bielefeld stammte. Sie besaß 24 klingende Register auf zwei Manualen und Pedal, wobei die elektro-pneumatische Schleifladenkonstruktion aus klimabeständigen Materialien wie Kunststoff und Aluminium sehr anfällig war. Die rund 25.000 DM teure Orgel hatte einen Freipfeifenprospekt. Als immer mehr Störungen auftraten, wurde sie 1986 demontiert. Die Disposition lautete:
| I Hauptwerk C– |               |       |
| 1.             | Gedacktpommer | 16′   |
| 2.             | Prinzipal     | 8′    |
| 3.             | Holzflöte     | 8′    |
| 4.             | Octave        | 4′    |
| 5.             | Spitzflöte    | 4′    |
| 6.             | Quinte        | 2 ⁄3′ |
| 7.             | Waldflöte     | 2′    |
| 8.             | Mixtur V–VI   |       |
| 9.             | Trompete      | 8′    |

| II Rückpositiv C– |           |        |
| 10.               | Gedackt   | 8′     |
| 11.               | Prinzipal | 4′     |
| 12.               | Rohrflöte | 4′     |
| 13.               | Octave    | 2′     |
| 14.               | Terz      | 1 3⁄5′ |
| 15.               | Quinte    | 1 ⁄3′  |
| 16.               | Scharf IV |        |
| 17.               | Krummhorn | 8′     |

| Pedal C– |                 |     |
| 18.      | Untersatz       | 16′ |
| 19.      | Prinzipal       | 8′  |
| 20.      | Gemshorn        | 8′  |
| 21.      | Quintade        | 4′  |
| 22.      | Rauschpfeife IV |     |
| 23.      | Posaune         | 16′ |
| 24.      | Clarine         | 4′  |

- Koppeln: II/I, I/P, II/P

Am 27. November 1984 wurde eine neue Orgel für die Christuskirche in Auftrag gegeben. Das Instrument stammt vom Orgelbaumeister Otto Hoffmann aus Ostheim vor der Rhön. Die Hoffmann-Orgel verfügt ebenfalls über 24 Register auf zwei Manualen und Pedal. Von den 1595 Pfeifen stammen 348 aus der alten Kleuker-Orgel. Die Trakturen mit mechanischen Schleifladen und mechanischer Registratur sind weniger störanfällig und basieren auf bewährten Prinzipien im Orgelbau. Die längste Pfeife der Hoffmann-Orgel ist 2,50 Meter lang, die kleinste nur 6 mm. Die Einweihung der Hoffmann-Orgel erfolgte am 28. September 1986. Sie steht an gleicher Stelle wie ihre Vorgängerin, das nun vorhandene Gehäuse wurde auf die Umgebung angepasst. So wird die große Fensterrose nicht verstellt, sondern harmonisch vom Gehäuse der Orgel eingefasst.

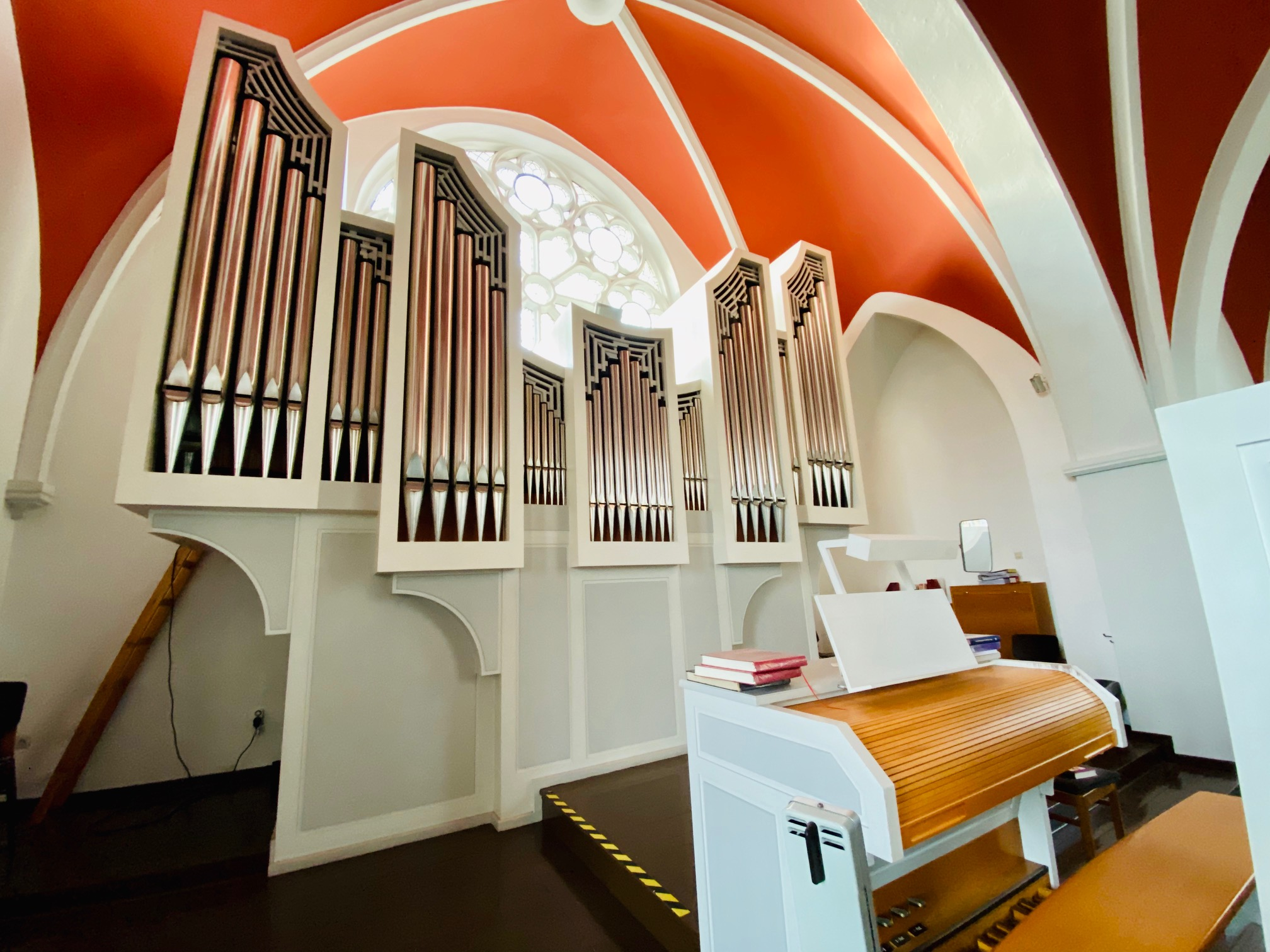
Hoffmann-Orgel auf der südlichen Hauptempore, 2019

Die Disposition der Hoffmann-Orgel lautet wie folgt:
| I Rückpositiv C– |            |       |   |
| 1.               | Gedackt    | 8′    |   |
| 2.               | Quintadena | 8′    |   |
| 3.               | Principal  | 4′    |   |
| 4.               | Rohrflöte  | 4′    |   |
| 5.               | Waldflöte  | 2′    | * |
| 6.               | Larigot    | 1 ⁄3′ |   |
| 7.               | Zimbel     | 1′    |   |
| 8.               | Cromorne   | 8′    |   |
|                  | Tremulant  |       |   |

| II Hauptwerk C– |             |                |
| 9.              | Pommer      | 16′ *          |
| 10.             | Prinzipal   | 8′             |
| 11.             | Holzflöte   | 8′ *           |
| 12.             | Oktave      | 4′             |
| 13.             | Koppelflöte | 4′             |
| 14.             | Sesquialter | 2 ⁄3′ + 1 3⁄5′ |
| 15.             | Superoktav  | 2′             |
| 16.             | Mixtur      | 1 ⁄3′          |
| 17.             | Trompete    | 8′             |
|                 | Tremulant   |                |

| Pedal C– |              |     |   |
| 18.      | Subbass      | 16′ | * |
| 19.      | Oktavbass    | 8′  |   |
| 20.      | Gemshorn     | 8′  | * |
| 21.      | Choralbass   | 4′  |   |
| 22.      | Hintersatz   | 2′  | * |
| 23.      | Posaune      | 16′ |   |
| 24.      | Holztrompete | 8′  |   |

- Koppeln: II/I, I/P, II/P

### Glocken
Die ersten Glocken der Christuskirche stammten aus der Hofglockengießerei von Franz Friedrich August Schilling in Apolda. Schilling war für seine qualitätvollen Glocken bekannt und spezialisiert auf den Guss von Großgeläuten. Aus seiner Werkstatt stammten unter anderem auch die Glocken der Kaiser-Wilhelm-Gedächtniskirche in Berlin-Charlottenburg (1894, Gesamtgewicht 32 Tonnen) sowie die der Kreuzkirche in Dresden (1899, Gesamtgewicht fast 10 Tonnen). Die Schilling-Glocken für die Christuskirche hatten ein Gesamtgewicht von 2729 Kilogramm und wurden per Handbetrieb – mit Seilen – geläutet. Öffnungen in den hölzernen Dielen für die Seile bis hinauf in die Glockenstube lassen dies erkennen. Die kleinste Glocke, die „Luther-Glocke“, zierte ein Bildnis Luthers, und stammt aus Sammlungen durch Kinder aus der Gemeinde. Die mittlere der drei Glocken, die „Kaiser-Wilhelm-Glocke“, wurde von einem Ehepaar gestiftet, das am Tag der Einweihung der Christuskirche seine Silberhochzeit feierte. Die Glocke zierte ein Porträt des Kaisers und wurde laut Stiftungsvertrag am Reichsgründungstag, dem Tag der Kaiserproklamation von Wilhelm I. im Schloss Versailles am 18. Januar 1871, entweder alleine oder in Verbindung mit ihren Schwesterglocken für alle Zeit mindestens eine Viertelstunde lang geläutet. Die große Glocke wurde vom Gustav-Adolf-Frauenverein gestiftet. 1917 wurden die Glocken zum ersten Mal abgenommen, um sie einzuschmelsen und ihre Bronze für Rüstungszwecke zu verwenden. Nur die Kaiser-Wilhelm-Glocke verblieb aus Achtung vor dem Herrscherhaus im Turm. Sie kehrten unbeschadet zurück.

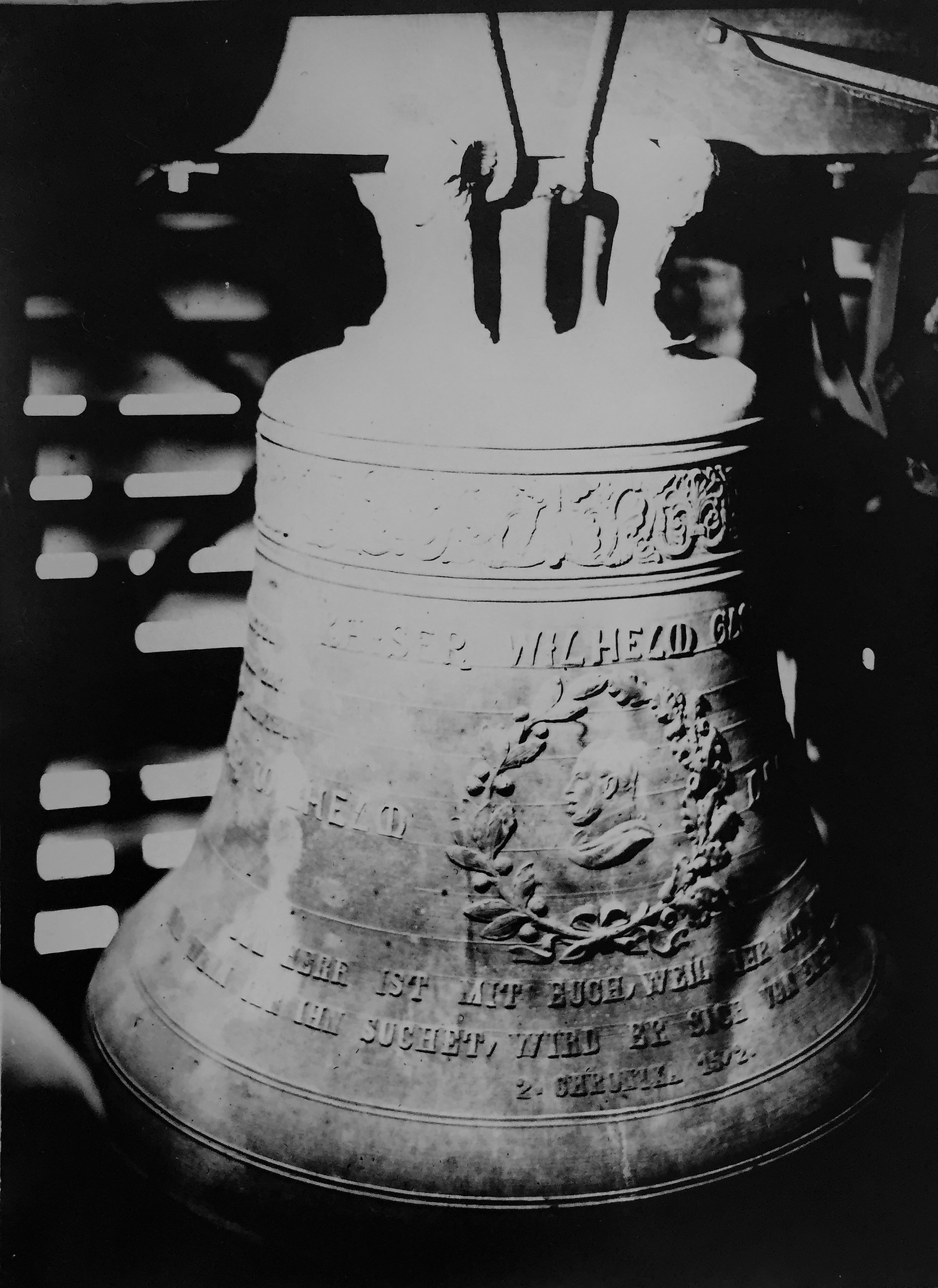
Kaiser-Wilhelm-Glocke mit dem Bildnis Kaiser Wilhelms I. im Glockenstuhl

1944 wurden die Glocken erneut beschlagnahmt – diesmal auch die Kaiser-Wilhelm-Glocke. Alle Versuche des damaligen Superintendenten Torhorst, die Hammer Glocken auf dem sogenannten „Glockenfriedhof“, der Sammelstelle für die abtransportierten Glocken in Hamburg wiederzufinden, blieben ohne Erfolg. Lediglich eine historische Glocke aus der Pauluskirche kehrte nach Hamm zurück. Sie gelangte nicht mehr auf den ausgebrannten Turm der Pauluskirche, sondern wurde am 20. Oktober 1945 auf den Turm der Christuskirche gebracht. Diese Glocke wurde im Jahr 1743 aus dem Bruchstücken der alten Glocken der Pauluskirche gegossen, die beim großen Stadtbrand vom 16. April 1741 zu Bruch gingen. Die Inschrift dieser Glocke bezieht sich auf diesen Moment: „Johann Schweys machte mich, Gott allein zur Ehr, Münster Anno 1743. Beachte Leser, dass im großen Feuer vom 16. April 372 Häuser und die 4 Glocken im Turm zerstört wurden, aus denen ich bestehe/gemacht wurde. Unter der Regierung von König Friedrich II. von Preußen; die Glocke(n) läuten, andere schießen“.
Noch heute läutet als Erinnerung an dieses schlimme Ereignis die Glocke, die heute wieder in der Pauluskirche hängt, täglich mehrere Minuten um 21 Uhr.
| Nummer | Name                  | Inschrift | Schlagton | Gewicht |
| ------ | --------------------- | --- | --------- | ------- |
| I      | Gustav-Adolf-Glocke   | VERZAGE NICHT, DU HÄUFLEIN KLEIN                                                                                                  | d'        | 1405 kg |
| II     | Kaiser-Wilhelm-Glocke | DER HERR IST MIT EUCH, WENN IHR MIT IHM SEID. UND WENN IHR IHN SUCHET, WIRD ER SICH VON EUCH FINDEN LASSEN (2. Chron. 15, Vers 2) | f'        | 0813 kg |
| III    | Luther-Glocke         | EIN' FESTE BURG IST UNSER GOTT | g'        | 0511 kg |

1958 entschied man sich, die alte Glocke durch ein mehrstimmiges Geläut zu ersetzen. Die Glocken sollten von der klanglichen Disposition zum Geläut der benachbarten neu errichteten St.-Josefs-Kirche passen, um keine klanglichen Dissonanzen hervorzurufen. Die Wahl fiel auf ein vierstimmiges Bronzegeläut der Tongebung d' – e' – g' – a'. Zu diesem Zweck musste der nur auf drei Glocken ausgelegte eiserne Glockenstuhl aus der Bauzeit der Kirche aufwändig umgebaut werden. Am 27. März 1958 wurden vier neue Bronzeglocken bei der Glockengießerei Petit & Gebr. Edelbrock in Gescher in Auftrag gegeben. Die alte Glocke der Pauluskirche wurde zu diesem Zeitpunkt als klanglich minderwertig eingestuft und entging nur knapp – vermutlich wegen ihrer historischen und für die Stadt so wichtigen Inschrift – der Verrechnung mit den neuen Glocken. Sie fand später Aufstellung auf einem Steinsockel im Eingangsbereich der Pauluskirche und vor etwa 20 Jahren den Weg zurück auf den Kirchturm.

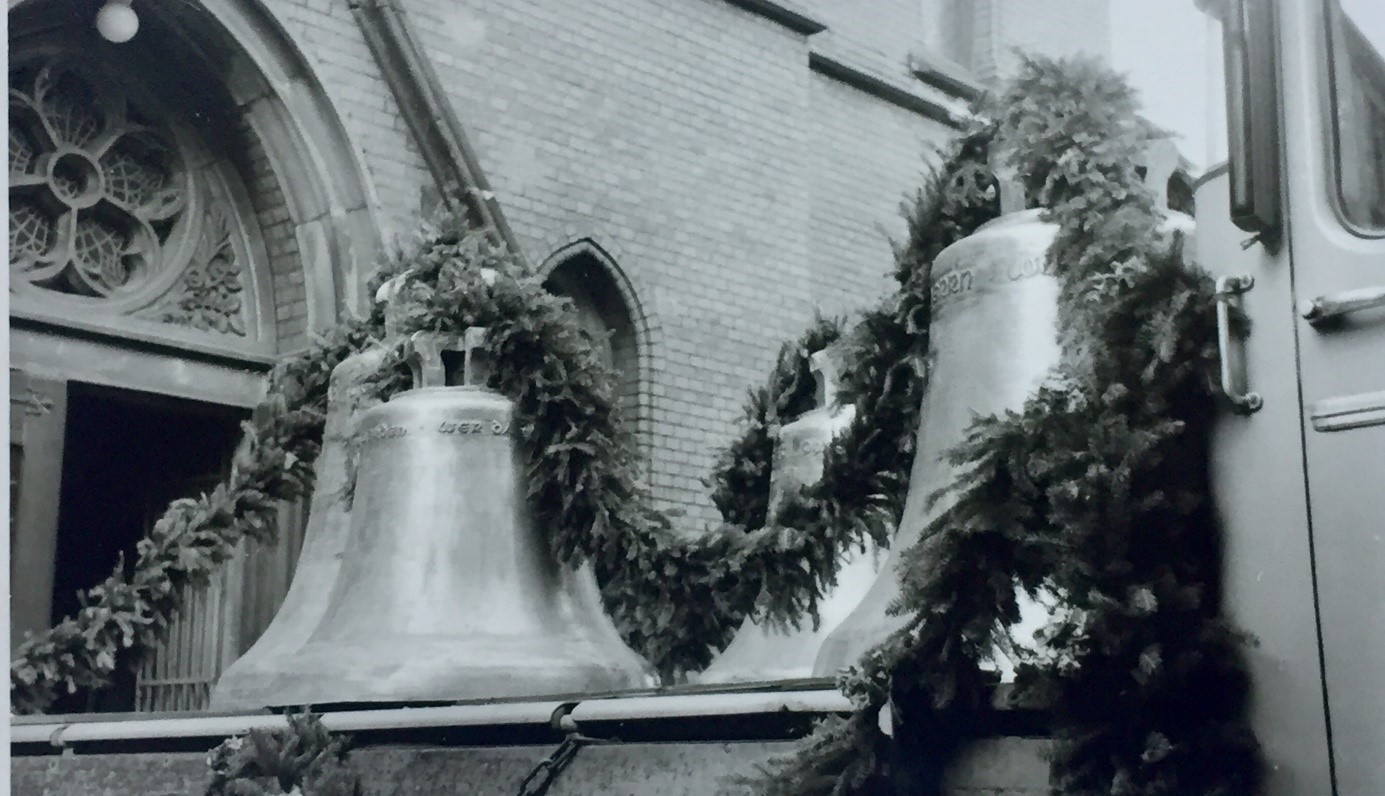
Neue Glocken vor dem Portal der Christuskirche am 20. September 1958

Am Samstag, dem 20. September 1958, trafen die vier neuen Glocken in Hamm ein. Ein langer Festzug führte vom Schulhof der Evangelischen Westschule über die Lange Straße, begleitet von den Pfarrern der Christuskirche, Snell und Hirschfelder, sowie ihrer Amtskollegen Müsse und Lütge, der Schuljugend, vielen Gemeindegliedern und dem Posaunenchor brachten den Anhänger mit festlichem Girlandenschmuck an den Glocken zur Christuskirche. Pfarrer Hirschfelder stellte die Feier unter das Motto der Inschrift einer der neuen Glocken: „Seid allezeit fröhlich, betet ohn’ Unterlaß, seid dankbar in allen Dingen“ (1. Thessalonicher 5,16 ). Die Glocken haben nun ein Gesamtgewicht von 4050 Kilogramm, die größte Glocke hat einen Durchmesser von 1,41 m und ist für den relativ engen Kirchturm groß dimensioniert. Glocke II und IV dienen als Uhrglocken für die Turmuhr.

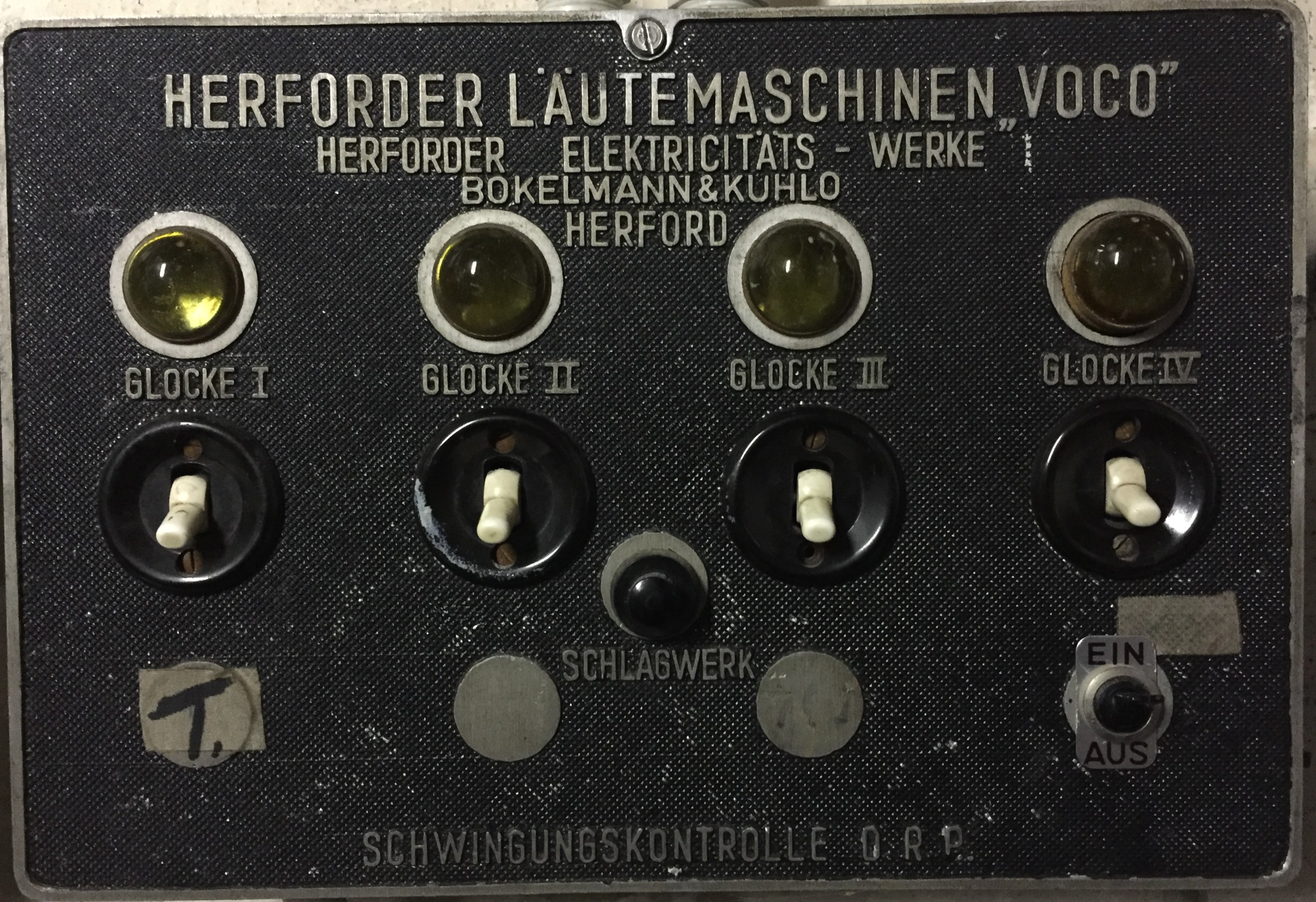
Schalt-Tableau für die Glockenläuteanlage, 1950er Jahre

Am Sonntag, dem 5. Oktober 1958, am Erntedankfest, erklangen die Glocken zum ersten Mal „amtlich“ vom Turm der Kirche und erfreuten die Gemeindemitglieder, welche die Kirche an diesem Tag bis zum letzten Platz füllten. Der Orgel- und Glockensachverständige der Evangelischen Kirche von Westfalen, Wolfgang Auler, besichtigte im Oktober 1958 das neue Geläut im Turm der Christuskirche und lobte das tadellose Klangbild und den ausgezeichneten Guss der Glocken. Besonders hob er den Klang der größten, der d'-Glocke hervor. Er urteilt: „Mit dem neuen Geläut erhält die Christuskirche ein erstrangiges Denkmal zeitgenössischer Glockengießerkunst, dessen Ruf unzweifelhaft im Chor der sonstigen Geläute der Stadt Hamm nicht überhört werden wird“. Die Anlage ist noch im Ursprungszustand; zwei der vier Glocken hängen noch an historischen Holzjochen aus der Bauzeit der Kirche. Die Antriebe sind elektro-mechanisch und beinhalten eine uhrwerksähnliche Konstruktion im Inneren, um den Wechsel der Schwingrichtung hervorzurufen. Die Ersatzteilversorgung für diese Läutemaschinen gestaltet sich schwierig und wird in näherer Zukunft einen kostspieligeren Umbau auf elektronische Steuerungen nötig machen. Sämtliche Schaltelektrik stammt auch noch aus dem Jahr 1958. Starke Korrosionsschäden am denkmalgeschützten Stahlglockenstuhl aus der Bauzeit erforderten eine zeitweise Stilllegung der Glocken. Durch stattgefundene, aufwendige Sanierungsarbeiten am historischen Glockenstuhl können aktuell zwei Glocken wieder schwingend geläutet werden.
| Nummer | Inschrift                                                                 | Schlagton | Gewicht | Durchmesser |
| ------ | ------------------------------------------------------------------------- | --------- | ------- | ----------- |
| I      | ICH BIN DIE AUFERSTEHUNG UND DAS LEBEN                                    | d'+3      | 1750 kg | 1,41 m      |
| II **  | O LAND, LAND, HÖRE DES HERRN WORT                                         | e'+3      | 1180 kg | 1,24 m      |
| III    | SEID ALLZEIT FRÖHLICH, BETET OHN’ UNTERLASS, SEID DANKBAR IN ALLEN DINGEN | g'+3      | 0670 kg | 1,03 m      |
| IV **  | WER DA GLAUBET UND GETAUFT WIRD, DER WIRD SELIG WERDEN                    | a'+3      | 0450 kg | 0,92 m      |

### Turmuhr
Die große Turmuhr der Christuskirche ist eine der letzten mechanischen Turmuhren der Stadt Hamm und steht seit 1990 unter Denkmalschutz. Sie wurde 1903 von der Turmuhrenfabrik Johann Friedrich Weule aus Bockenem/Harz in die neu gebaute Kirche eingebaut. Die Uhrenanlage erstreckt sich über vier der insgesamt sechs Turmetagen.

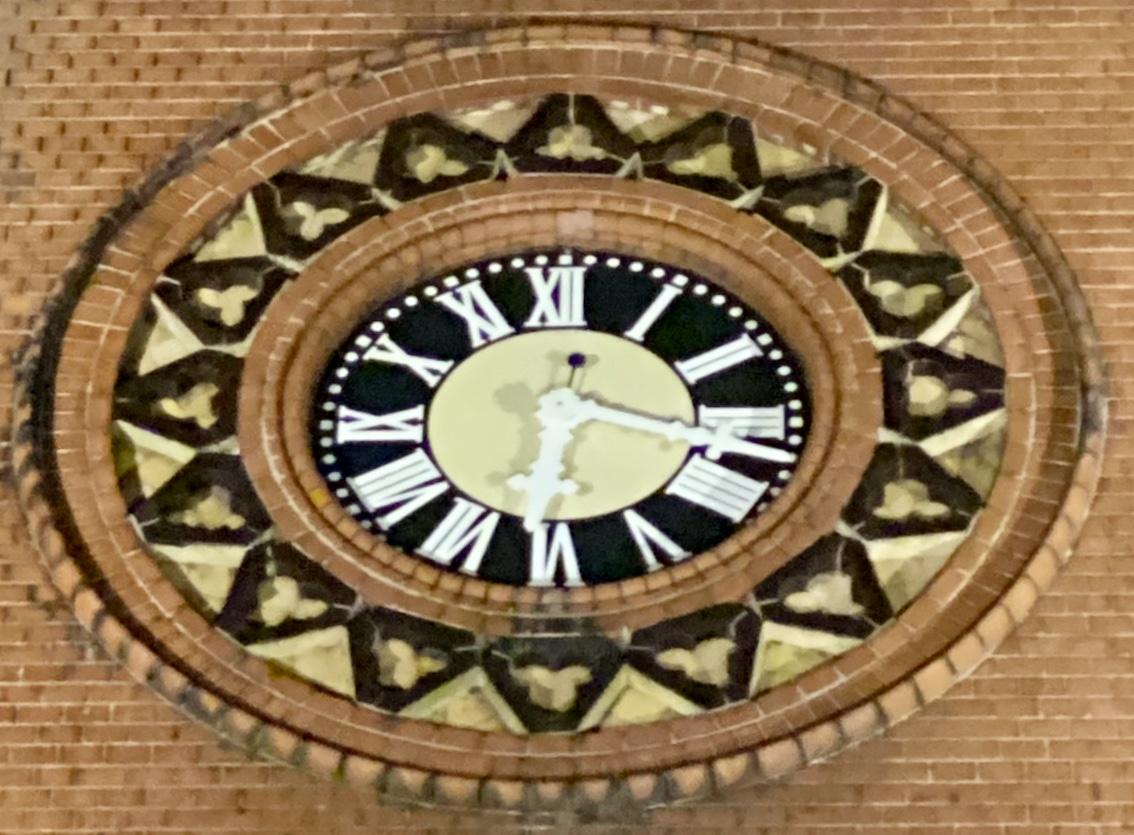
Südliches Zifferblatt der Christuskirche, Dezember 2019

Das Herzstück bildet das große, rund 800 Kilogramm schwere Uhrwerk aus Gusseisen, Stahl und Bronze. Die drei Uhrwerke, die zusammen in einem Gestell aus Gusseisen montiert sind, werden mit schweren Gewichten (Gesamtgewicht ca. 450 Kilogramm) angetrieben, die wöchentlich von Hand mit einer großen Kurbel aufgezogen werden müssen. Die drei Teilwerke bestehen aus Viertelstundenschlag, Stundenschlag, sowie dem eigentlichen Gehwerk für den Antrieb der Zeiger mit je einem Gewicht als Energiespeicher. Das Gehwerk besitzt eine Grahamhemmung, die auf Entwicklungen Weules basiert. Die bei der ursprünglichen Grahamhemmung sind die Zahnspitzen sehr filigran, das Pendel bekommt über schiefe Ebenen des sogenannten Ankers seine Antriebsenergie. Um die Konstruktion haltbarer und robuster zu machen, verteilte Weule die schiefen Ebenen für den Antrieb nicht nur auf die Ankerpaletten, sondern auch auf die deutlich massiveren Zahnspitzen des Gangrades. So wurde die präzise, aber für Turmuhren eher filigrane Konstruktion durch den Uhrmacher Johann Friedrich Weule tauglicher gemacht.
Viertel- und Stundenschlag werden über eine Schlußscheibe gesteuert, die die Anzahl der Uhrschläge festlegt. Über Seilzüge geht es vom Uhrwerk hinauf zu zwei Schlaghämmern im Glockenstuhl, die zwei Läuteglocken von der Seite anschlagen.

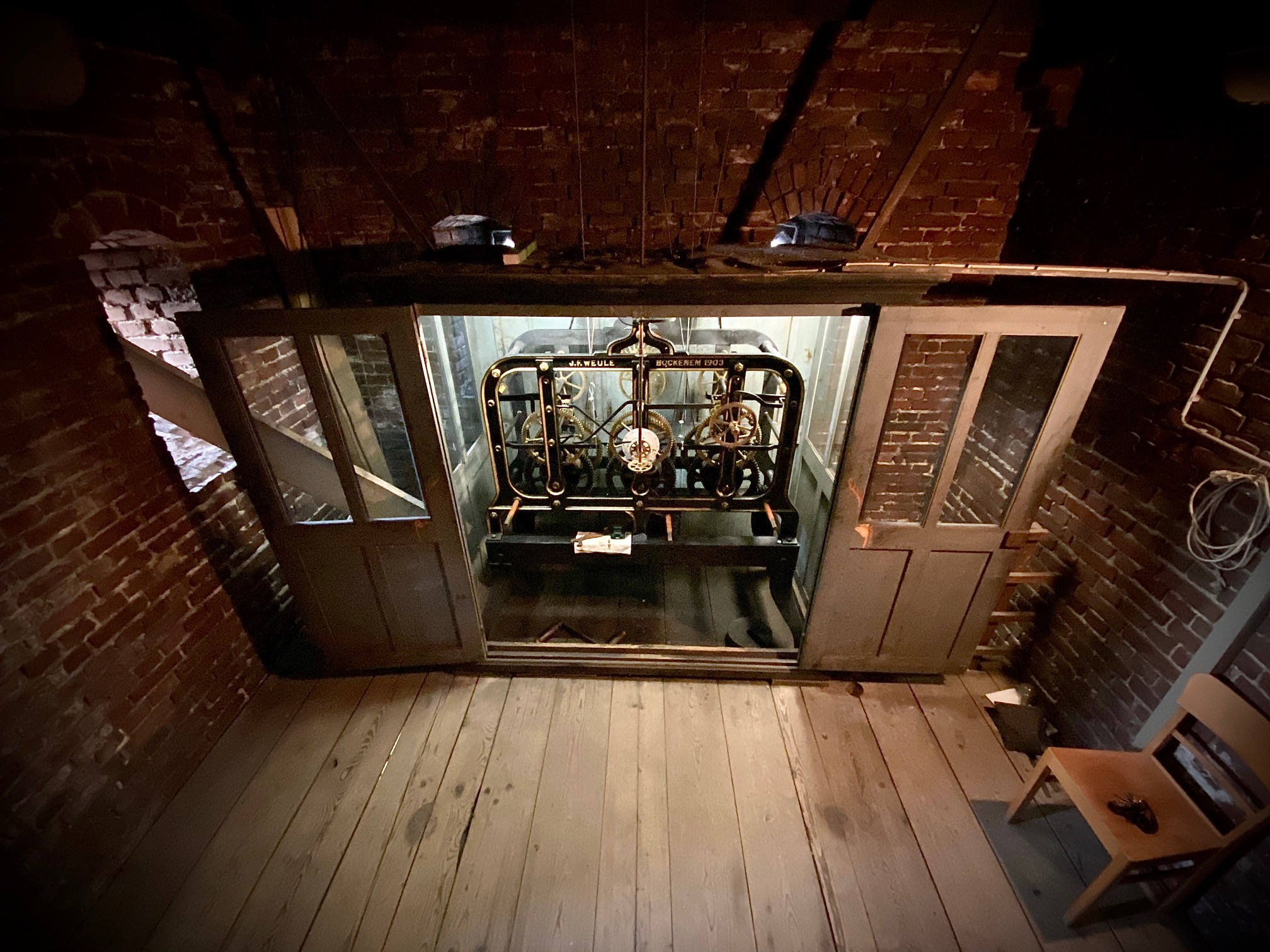
Uhrwerk der Turmuhr

Der viertelstündliche Schlag gliedert sich wie folgt auf:
| Uhrzeit          | Anzahl                    | Glocke                 |
| ---------------- | ------------------------- | ---------------------- |
| 1/4 Viertel nach | 1×                        | IV                     |
| 1/2 Halb         | 2×                        | IV                     |
| 3/4 Viertel vor  | 3×                        | IV                     |
| 4/4 volle Stunde | 4×, anschl. Stundenanzahl | IV, II (Stundenschlag) |

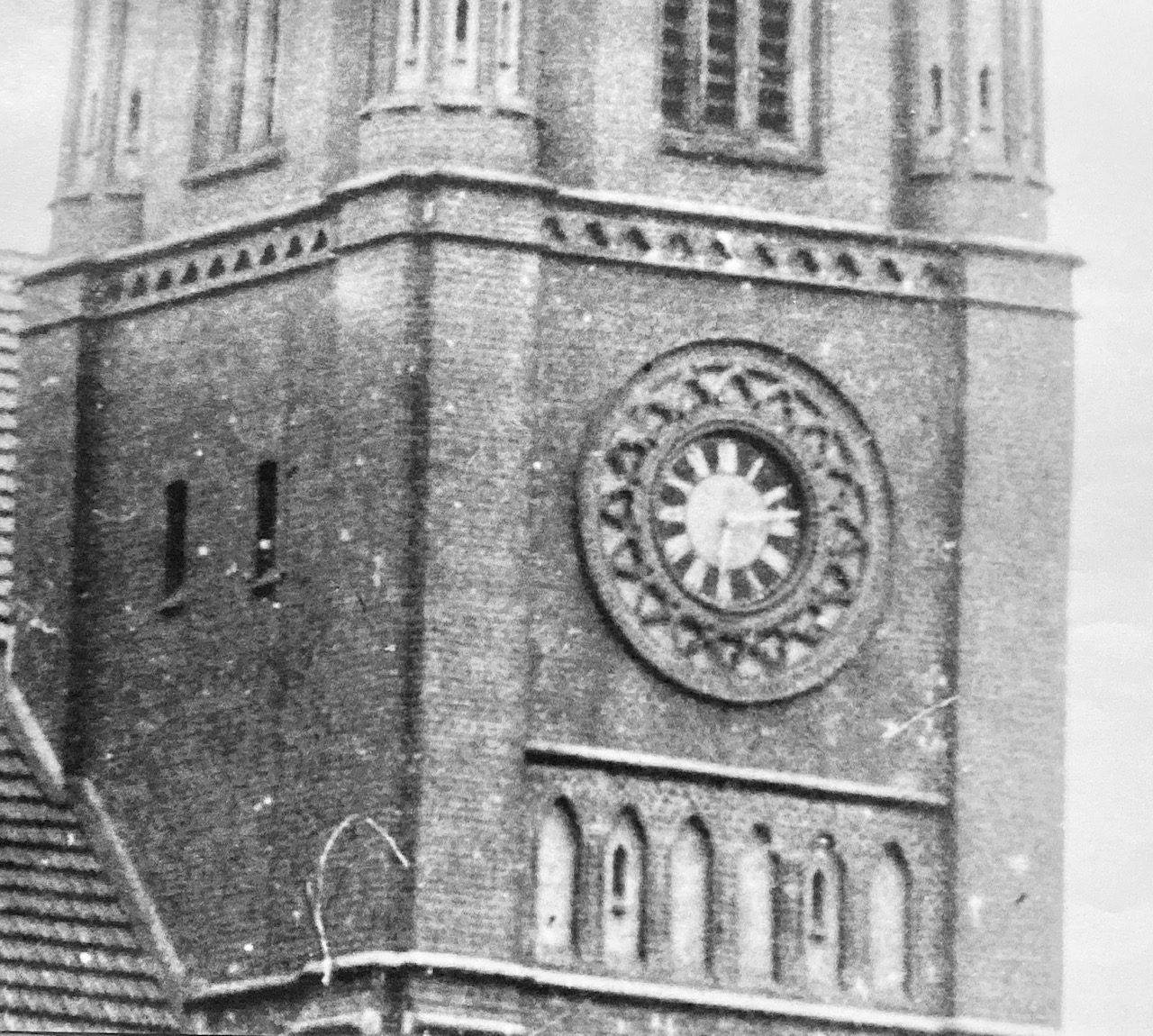
Historische Aufnahme des westlichen Zifferblattes der neu erbauten Kirche, Fotografie um 1905

Über eine Kardanwelle geht vom Uhrwerk der Drehimpuls auf die Zifferblätter, die sich in der Etage über dem Uhrwerk befinden. Über Umlenkgetriebe geht die Zeitinformation zu zwei Zifferblättern, die sich an der westlichen und südlichen Turmseite befinden. Die großen Zifferblätter mit römischen Zahlen und den Weule-typischen Zeigern aus Kupferblech wurden im Zuge der Restaurierung der Uhrenanlage im September 2017 nach historischen Vorlagen rekonstruiert. Die stark verwitterten Originalzifferblätter wurden in den 1980er Jahren durch Zinkblechzifferblätter ersetzt. Diese Zifferblätter hielten nicht mehr richtig im Mauerwerk, sodass man sich für einen Ersatz der Zifferblätter der 1980er-Jahre entschied. Die Arbeiten fanden unter der Leitung von Uhrmachermeister-Restaurator Christian Schnurbus statt, der auch die Entwürfe für die Zifferblätter fertigte. Die Anfertigung der Zifferblätter erfolgte durch die Turmuhrenfabrik Eduard Korfhage, Melle/Osnabrück.

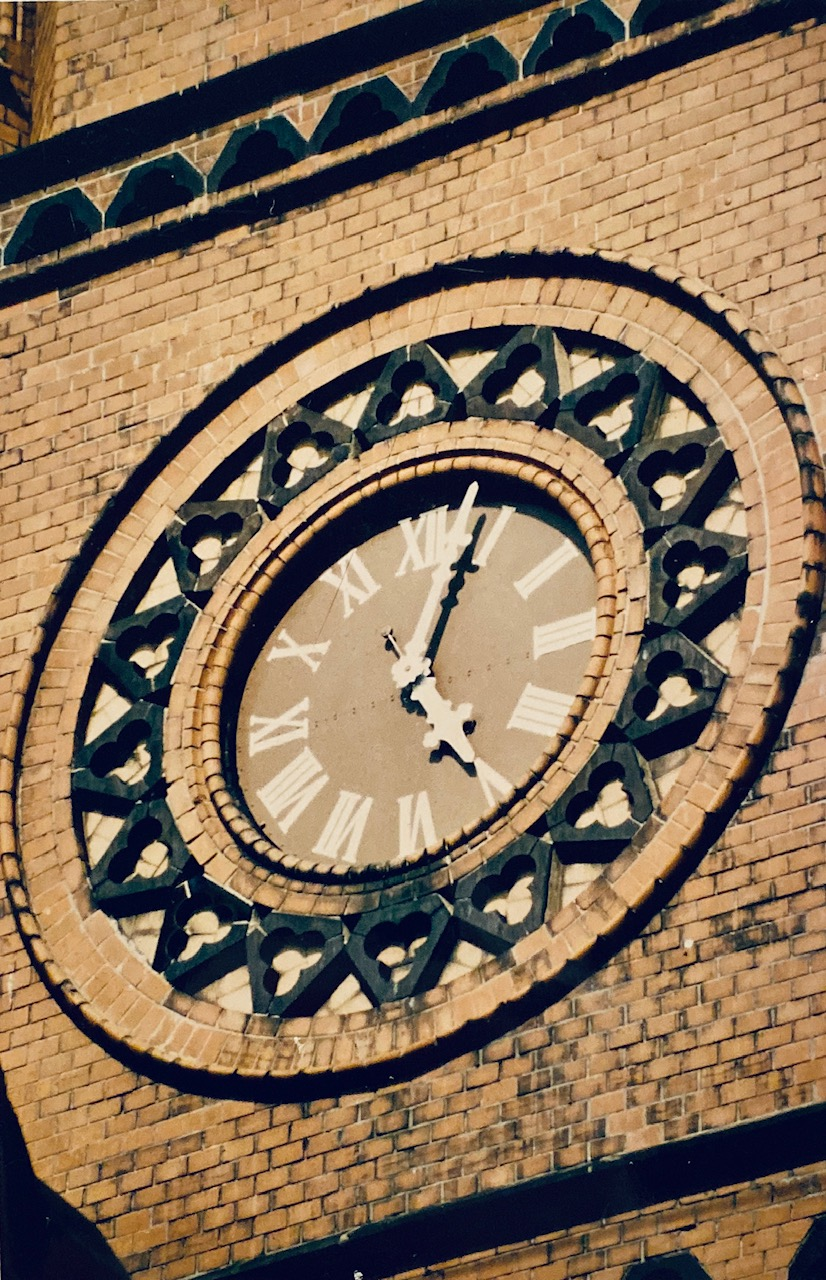
Westliches Zifferblatt aus den 1980er Jahren (montiert 1983–2017)

## Gemeinde und Gemeindeleben
Pfarrer
Der Gemeindebezirk Hamm-Westen gliedert sich seit 1922 in zwei Pfarrbezirken auf. Seit dem Jahr 2000 ist Pfarrer Ralph Haitz für die Gemeinde an der Christuskirche zuständig.
| Zeitraum  | Name                        | Pfarrbezirk |
| --------- | --------------------------- | ----------- |
| 1898–1904 | Pfr. Hardung                |             |
| 1904–1911 | Pfr. Kindler                |             |
| 1911–1932 | Pfr. Lauffher               | 1.          |
| 1922–1925 | Pfr. Weinrich               | 2.          |
| 1926–1928 | Pfr. Rübesam/Pfr. Engelbert | 2.          |
| 1928–1964 | Pfr. Snell                  | 2.          |
| 1932–1956 | Pfr. Kalle                  | 1.          |
| 1957–1961 | Pfr. Hirschfelder           | 1.          |
| 1961–1976 | Pfr. Matzat                 | 1.          |
| 1964–1982 | Pfr. Geldermann             | 2.          |
| 1964–1975 | Pfr. Draheim                | 3.          |
| 1976–2006 | Pfr. Bethge                 | 1.          |
| 1983–1999 | Pfr. Naechster              | 2.          |
| 1999–2000 | Pfr. Laabs                  |             |
| seit 2000 | Pfr. Haitz                  |             |